# NGC 3375
NGC 3375 é uma galáxia lenticular (S0) localizada na direcção da constelação de Sextans. Possui uma declinação de -09° 56' 31" e uma ascensão recta de 10 horas, 47 minutos e 00,7 segundos.
A galáxia NGC 3375 foi descoberta em 21 de Fevereiro de 1878 por Ernst Wilhelm Leberecht Tempel.